# 林履中
林履中（1852年—1894年），字少谷，福建省福州府閩縣青圃鄉（今閩侯縣青口鎮青圃村）人。中国近代军事将领。

## 生平
1871年考入福州船政学堂第三期，学习航海驾驶，考优等。1875年，完成基础学科学习，1876年冬，补伏波舰炮大副。1881年，李鸿章调林履中到北洋水师，任威远舰练船教练大副。1882年，赴德国协驾定远舰等铁甲舰，参加验收新购铁甲舰的鱼雷、炮位器械等。1885年，跟从刘步蟾协带定远舰回国后，派充大副，奏奖蓝翎千总；同年冬，升调副管驾。1887年，又调任扬威舰快船管带，荐保花翎守备。1889年，海军衙门成立，设右翼右营参将，由林履中担任。1891年，因功实授右翼后营参将，加副将衔。
1894年7月25日，中日甲午战争开战，9月17日双方主力在黄海遭遇，展开激战。扬威舰位于右翼阵脚最外侧，遭到日本吉野舰等四舰的猛攻，后舰身渐沉，林履中蹈海自杀，都司帮带大副郑文超和守备二副郑景清落水。清廷后下旨按总兵例议恤，并世袭骑都尉世职。
林履中有三子，长子林继勋，次子林继祥，三子林继善。侄子林白水。